# Oenothera drummondii
Oenothera drummondii es una planta perenne  de la familia de las onagráceas.

## Descripción
Crece pegada al suelo, con hojas de color verde pálido. Estas están cubiertas de pelos grisáceos. Las flores de color amarillo tienen cuatro pétalos y un estilo destacado sobre cuatro estigmas. Florece desde principios de  primavera.
Es una planta originaria de las costas del Atlántico, en el norte de América.

## Hábitat
Crece sobre arenas y dunas de la costa.

## Distribución
Costa atlántica de Norteamérica. También aparece en las costas atlánticas de Europa y en el Mediterráneo. Común en las costas de la península ibérica.